# Макапа (агломерация)
Макапа (порт. Região Metropolitana de Macapá)  —  крупная городская агломерация в Бразилии. Центр — город Макапа в штате Амапа. 

## Население
Численность населения агломерации составляет 436 251 человек на 2007 год и 557 322 человек на 2014 год. Занимает площадь 7.984,640 км². Плотность населения — 69,8 чел./км².

## Состав агломерации
В агломерацию входят следующие муниципалитеты:
1. Сантана (110.565 человек, 2014 год)[1]
2. Макапа (446.757 чел., 2014 год)[1]

## Статистика
- Валовой внутренний продукт на 2005 составляет 3.325.638.155 реалов (данные: Бразильский институт географии и статистики).
- Валовой внутренний продукт на душу населения на 2005 составляет 7.325,07  реалов (данные: Бразильский институт географии и статистики).